# محبوبتي سام سون (مسلسل)
محبوبتي سام سون (بالكورية: 내 이름은 김삼순 ) مسلسل تلفزيوني كوري جنوبي وتعني سام سون بالكورية ثلاثون سنة أو الثلاثينة عرض على قناة ام بي سي الكورية في عام 2005 و المسلسل مقتبس عن رواية يوميات برجت جونز و هو من بطولة كيم سيون آي وهيون بين . حقق هذا المسلسل نجاح باهرا في كوريا الجنوبية.

## قصة المسلسل
يحكي عن صانعة كعك أسمها سام سوون الأسم الذي يسخر منها كل الناس وأمنيتها أن تغير أسمها وتجد زوج لأن عمرها 30 عام ويكون لها محلها الخاص لصنع الكعك لكن من سيتزوج فتاة سمينة عمرها 30 عام تذهب سام سوون للعمل في مطعم وهناك يطلب منها صاحب المطعم أن تمثل أنها حبيبته لأن أمه تريده أن يتزوج طبعاً سام سوون لن توافق لكنها ستفعل لأن منزلهم تم رهنه وهم في حاجة لخمسون ألف لهذا توافق سام سوون لأجل المال لكن تظهر حبيبته السابقة التي تركته عندما حدث له حادث مات فيه أخوه وزوجة أخوه لكنه لا يحدثها لأنه غاضب لأنها تركته وتقع سام سوون في حبه.

## بطولة
- كيم سيون آي
- هيون بين

## وصلات خارجية
- مسلسل محبوبتي سام سون على الموقع الإلكتروني الرسمي لي إم بي سي الكورية (بالكورية)
- مسلسل محبوبتي سام سون على شبكة إم بي سي الكورية

- محبوبتي سام سون على موقع IMDb (الإنجليزية)
- محبوبتي سام سون على موقع فيلمافينيتي (الإسبانية)
- محبوبتي سام سون على موقع كينوبويسك (الروسية)
- محبوبتي سام سون على موقع ألو سيني (الفرنسية)
- محبوبتي سام سون على موقع قاعدة بيانات الفيلم (الإنجليزية)
- مسلسل محبوبتي سام سون على هانسينما